# Новожанове (місцевість)

Хата Квітки-Основ'яненка на території Основи

Основа на мапі 1783 p.

Основа у 1820-х роках

Основа на мапі 1854 p.

Основа на мапі 1876 p.

Основа на мапі 1887 p.

Основа. 1896 рік

Основа. 1896 рік

Основа. 1924 рік

Основа. 1941 рік

Основа наприкінці XIX століття

Новожанове — історична місцевість у Харкові, розташована у південній частині міста. Колишні назви — Основа або Велика Основа.

## Географічне положення
Новожанове знаходиться в південно-західній частині сучасного Харкова, в Новобаварському районі.

### Межі району
На півночі місцевість Новожанове межує з Москалівкою, на сході проходить по річці Лопань. На півдні в районі станції Новожанове місцевість обмежує залізнична лінія від станцій Нова Баварія та Харків-Пасажирський до станції Основа. На заході місцевість межує з Новоселівкою.

## Історія
Детальніше у статті про село Основа.
На території місцевості знаходилось село Основа, засноване у 17 столітті. З початку 18 століття родове помістя родини Квіток. Зокрема, у ньому жили українські письменники Ілля Квітка та Григорій Квітка-Основ'яненко.
Після Громадянської війни в Росії село Основа увійшло до території м. Харкова, до Червонобаварського району м. Харкова.
Після Німецько-радянської війни місцевість увійшла до Жовтневого району м. Харкова.
1962 року поблизу ст. Новожанове було відкрите однойменне трамвайне коло. З цього періоду район починає називатись Новожанове.

## Вулиці
- вул. Москалівська.
- вул. Основ'янська набережна.
- вул. Основ'янска.
- пров. Основ'янський.
- в'їзд Основ'янський.
- Парк ім. Квітки-Основ'яненка.

## Транспорт
Місцевість має трамвайне та автобусне сполучення з іншими місцевостями міста.

### Трамвай
Завдяки трамвайному сполученню Новожанове має сполучення з Залютине, Холодною Горою, Олексіївкою, Салтівкою, залізничними станціями Харків-Пасажирський та Харків-Левада, а також з автостанцію № 1 на проспекті Гагаріна.
Через район проходять маршрути трамваїв № 3, 7, 27, які мають тут трамвайне коло.
На півдні місцевості поблизу станції Новожанове розташоване трамвайне коло «Новожанове», яке є кінцевою зупинкою для маршруту № 3 та 27 Харківського трамваю. На заході місцевості на вул. Кривомазіва розташоване однойменне трамвайне коло, яке є кінцевою зупинкою для трамваю № 7.
Також на території місцевості знаходиться Жовтневе трамвайне депо.

## Залізниця
На півдні району проходять 2 залізничні гілки та розташовано 1 зупинний пункт та станція:
- від станції Нова Баварія та станції Харків-Пасажирський до станції Харків-Балашовський. Розташований зупинний пункт 8 км.
- від станції Золочів до станції Основа. Розташована залізнична станція Новожанове.

## Річки та озера
- Річка Лопань.
- У північній частині місцевості розташований Основ'янський міст, який з'єднує її з Москалівкою та Заїківкою.

## Релігія
По вул. Власенка, 14, біля трамвайного кола, розташований Свято-Миколаївський Храм. Освячений у 2013 році.

## Цікаві факти
На території цього району раніше існував «Основ'янський ринок»

## Промисловість
- Завод Шевченка
- Жовтневе трамвайне депо